# 小行星6718
小行星6718（6718 Beiglböck）是一颗绕太阳运转的小行星，为主小行星带小行星。该小行星于1990年10月14日发现。

## 轨道参数
小行星6718的轨道半长轴为2.9114079 UA，离心率为0.067。